# Please Smile My Noise Bleed
Please Smile My Noise Bleed – album muzyczny islandzkiej grupy múm. Wydany nakładem Morr Music w 2001 roku.

## Lista utworów
1. "On the Old Mountain Radio" – 5:11
2. "Please Sing My Spring Reverb" – 5:20
3. "Please Sing My Spring Reverb" (Styromix Styrofoam) – 5:33
4. "Please Sing My Spring Reverb" (Caetena mix I.S.A.N.) – 4:17
5. "Flow Not So Fast Old Mountain Radio" – 1:28
6. "Please Sing My Spring Reverb" (Phonem mix) – 6:39
7. "On the Old Mountain Radio" (Christian Kleine mix) – 6:16
8. "Please Sing My Spring Reverb" (AMX mix Arovane) – 5:39
9. "Please Sing My Spring Reverb" (B. Fleischmann mix) – 5:24